# فخرالدین احمدی دانش‌آشتیانی
فخرالدین احمدی دانش‌آشتیانی (زاده ۱۳۳۴ در آشتیان)، سیاستمدار اصلاح طلب، وزیر سابق آموزش و پرورش ایران، استاد گروه زلزله دانشکده مهندسی عمران دانشگاه صنعتی خواجه نصیرالدین طوسی، عضو شورای سازمان پژوهش و برنامه‌ریزی آموزشی جمهوری اسلامی ایران، رئیس مجتمع آموزشی مفید و معاون اسبق طرح و توسعه وزارت علوم، تحقیقات و فناوری ایران است.

## پیش از مسوولیت
دانش آشتیانی شخصیتی از خانواده حسن روحانی است. وی در جریان انقلاب اسلامی فعال بود و پدر او هم در دور اول و سوم مجلس نماینده بوده‌است. او در سال‌های جوانی به سپاه پاسداران پیوست و از سال ۱۳۵۹ تا ۱۳۶۴ هم با سپاه و هم با آموزش و پرورش کار می‌کرد. تا پیش از سال ۱۳۶۴ وی پست برجسته‌ای نداشت و به صورت متناوب در جنگ با عراق شرکت می‌کرد. احمدی دانش آشتیانی متأهل است و دو دختر و یک پسر دارد.

## سوابق علمی
دانش آشتیانی، تحصیل کرده مدرسه علوی است و در سال ۱۳۵۲ دیپلم گرفته‌است. در سال ۱۳۵۸ در رشته مهندسی راه و ساختمان از دانشگاه امیرکبیر لیسانس گرفت و کارشناسی ارشد را نیز در سال ۱۳۷۰ در دانشگاه امیرکبیر بوده‌است. او سپس در سال ۱۳۷۵ دکترایش را از دانشگاه امپریال کالج انگلستان در رشته مهندسی زلزله اخذ کرده‌است.
وی در حال حاضر دانشیار دانشگاه خواجه نصیرالدین طوسی در دانشکده مهندسی عمران و رئیس مجتمع آموزشی مفید است. پیش از این عضو هیئت امنای دانشگاه‌های صنعتی خواجه نصیرالدین طوسی و تربیت مدرس و ریاست کمیسیون هیئت امنای دانشگاه‌های تربیت مدرس، دانشگاه هنر تهران، دانشگاه صنعتی اصفهان، دانشگاه اصفهان، دانشگاه هنر اصفهان، دانشگاه شهید چمران اهواز را در کارنامه کاری خود دارد.
او مدتی سرپرست دانشگاه ایلام هم بوده‌است. او همچنین تدریس در مقاطع کارشناسی، کارشناسی ارشد و دکتری، انجام پروژه‌های مختلف، بیش از ۴۰ پایان‌نامه کارشناسی ارشد و دکتری، چاپ بیش از ۵۰ مقاله علمی پژوهشی در مجلات داخلی و خارجی و کنفرانس‌های بین‌المللی و… را در پرونده خود دارد. کتاب وی با موضوع رفتار اتصالات چارچوب‌های فولادی، در برخی دانشگاه‌های جهان به عنوان منبع به دانشجویان معرفی می‌شود.

## عضویت در هیئت امنای دانشگاه مفید
وی عضو هیئت امنای دانشگاه مفید بوده و شرکت‌های وابسته وی در طول سالهای گذشته در برخی پروژه‌های عمرانی این دانشگاه نقش مستقیم داشته‌است.

## سوابق اجرایی
دانش آشتیانی از ابتدای پیروزی انقلاب سمت‌های اجرایی بسیاری داشته و خود را یک مدیر استراتژیک می‌داند. ساختمان کنونی وزارت علوم زمانی که دانش آشتیانی سمت معاونت وزارت را داشت خریداری شد. برخی از سمت‌های اجرایی او عبارتند از:
- حضور در دفتر فنی سپاه پاسداران از سال ۵۹ تا ۶۴ به عنوان مهندس محاسب و مسئول بخش سازه به صورت نیمه وقت و مأمور به وزارت آموزش و پرورش
- مدیرکل طرح‌های عمرانی وزارت فرهنگ و آموزش عالی از سال ۶۴ تا ۶۸
- معاون امور جنگ وزارت فرهنگ و آموزش عالی از سال ۶۶ تا ۶۸
- همکاری با قرارگاه خاتم‌الانبیا در امور مهندسی رزمی جنگ
- مسئول ستاد پشتیبانی جنگ دانشگاه‌ها از سال ۶۶ تا ۶۸
- مسئول بر قراری ارتباط اساتید دانشگاه با مسئولین دفاع مقدس برای حل مسایل پژوهشی جنگ
- مسئول اعزام دانشجویان طرح ۶ ماهه برای حضور در جبهه‌ها و بکارگیری آن‌ها در حوزه‌های تخصصی جنگ با هماهنگی فرماندهان لشکرها و قرارگاه‌ها
- برگزارکننده دوره‌های «دانشگاه در جبهه» برای جبران عقب افتادگی آموزشی دانشجویانی که در جبهه حضور داشتند
- معاون امور عمرانی و دفاعی وزارت فرهنگ و آموزش عالی از سال ۶۸ تا ۷۲
- معاون اداری و پشتیبانی وزارت فرهنگ و آموزش عالی از سال ۷۶ تا ۸۰
- معاون طرح و توسعه وزارت علوم، تحقیقات و فناوری و قائم مقام وزیر از سال ۸۰ تا ۸۲
- عضو شورای گسترش آموزش عالی از سال ۷۶ تا ۸۲
- عضو کمیته تخصصی شورای گسترش آموزش عالی از سال ۷۶ تا ۸۲
- عضو شورای اسلامی شدن دانشگاه در وزارت علوم، تحقیقات و فناوری ۷۶ تا ۸۲
- عضو شورای تدوین برنامه پنج ساله چهارم علم و فناوری آموزش عالی در وزارت علوم، تحقیقات و فناوری
- عضو شورای برنامه‌ریزی سازمان سنجش آموزش کشور از سال ۷۶ تا ۸۲
- رئیس مجتمع آموزشی مفید
- معاون طرح و توسعهٔ وزارت علوم، تحقیقات و فناوری از سال ۱۳۷۶ تا ۱۳۸۲[۱۰]
- عضو شورای سازمان پژوهش و برنامه‌ریزی آموزشی کشور از ۲۶ آبان ۱۳۹۴ تا کنون
- استاد گروه زلزله دانشکده مهندسی عمران دانشگاه صنعتی خواجه نصیرالدین طوسی[۱]

## حضور در دولت یازدهم

### نامزدی وزارت علوم، تحقیقات و فناوری
پس از آنکه رضا فرجی دانا استیضاح شد و محمود نیلی احمدآبادی نتوانست از مجلس رأی اعتماد بگیرد، در ۱۹ آبان ۱۳۹۳، بسیاری از وبسایتهای خبری مدعی شدند که قراراست روز بعد فخرالدین احمدی آشتیانی به عنوان وزیر پیشنهادی علوم به مجلس معرفی شود.
نهایتاً در ۲۰ آبان ۱۳۹۳ حسن روحانی طی نامه‌ای به علی لاریجانی، احمدی دانش آشتیانی را برای تصدی وزارت علوم، تحقیقات و فناوری به مجلس معرفی کرد. وی ساعتی بعد دربارهٔ برنامه‌هایش برای وزارت علوم گفت که برنامه‌های خود را در حوزه‌های مختلف به دولت ارائه کرده‌است و همچنین اعلام کرد که فکر نمی‌کند مجلس با او مشکلی داشته باشد. احمدی دانش آشتیانی در همان روز، برنامه‌های کامل خود را در اختیار رسانه‌ها قرار داد.
جلسه بررسی صلاحیت وی، در روز سه شنبه ۲۷ آبان در مجلس شورای اسلامی برگزار شد. اما وی نیز همچون محمود نیلی احمدآبادی به دلیل آنچه که نمایندگان انتساب به فتنه ۸۸ و تیم کاری مصطفی معین نامیدند، با کسب ۷۰ رأی موافق، ۱۷۱ رأی مخالف و ۱۶ رأی ممتنع نتوانست از مجلس رأی اعتماد بگیرد.

### عضو شورای سازمان پژوهش و برنامه‌ریزی آموزشی ایران
در ۲۶ آبان ۱۳۹۴، حسن روحانی، رئیس‌جمهور، به پیشنهاد علی اصغر فانی، وزیر آموزش و پرورش، طی حکمی، فخرالدین احمدی دانش‌آشتیانی را به همراه شش تن دیگر به عنوان عضو شورای سازمان پژوهش و برنامه‌ریزی آموزشی منصوب کرد.

### وزارت آموزش و پرورش
در ۲ آبان ۱۳۹۵، و به دنبال استعفای علی اصغر فانی، حسن روحانی، رئیس‌جمهور طی نامه‌ای به علی لاریجانی رئیس مجلس شورای اسلامی، فخرالدین احمدی دانش آشتیانی را به عنوان وزیر پیشنهادی آموزش و پرورش جهت کسب رأی اعتماد به مجلس معرفی نمود. در جلسه رأی اعتماد مجلس شورای اسلامی در تاریخ ۱۱ آبان ماه سال ۱۳۹۵ دانش آشتیانی توانست با ۱۵۷ رأی موافق، ۱۱۱ رأی مخالف و ۶ رأی ممتنع به سمت وزارت آموزش و پرورش برگزیده شود.

### عضویت در شرکت‌های خصوصی
دکتر احمدی آشتیانی پیش از اخذ رأی اعتماد از مجلس در هیئت مدیره دو شرکت خصوصی (شرکت آمیتیس طراوات کودکی و شرکت مهندسین مشاور طرح‌نگار) عضو بوده‌است. پس از اخذ رأی اعتماد از مجلس شورای اسلامی، استعفای خود را از هر دو شرکت ارائه می‌دهد.

### اتهامات مربوط به قاچاق کالا
در سال ۱۳۹۶ محموله کالای قاچاق از ویلای شخصی دکتر دانش آشتیانی واقع در منطقه لواسان کشف و ضبط گردید. فخرالدین احمدی آشتیانی طی مصاحبه‌ای اعلام نمود که این کالاها مربوط به دختر ایشان می‌باشد. البته بعداً مشخص گردید که فخرالدین دانش آشتیانی رئیس هیئت مدیره شرکت آمیتیس طراواتکودکی نماینده یک شرکت ایتالیایی لباس کودک می‌باشد و کالاهای مربوطه متعلق به شرکت فوق می‌باشد.

## مالکیت مدارس غیرانتفاعی
دانش آشتیانی مالک و مؤسس چندین مدرسه غیرانتفاعی در شمال تهران می‌باشد. از این جمله این مدارس می‌توان به دبیرستان‌های مفید، دبیرستان دانش، دبیرستان دکتر هشترودی، دبیرستان آتیه سازان و روشنگران اشاره کرد